# Pianos Become the Teeth
Pianos Become the Teeth est un groupe de screamo/emo américain, originaire de Baltimore, dans le Maryland. Formé en 2006, le groupe joue un style musical influencé par le post-rock et font partie de « The Wave » — une blague entre eux et les groupes Touché Amoré, La Dispute, Defeater et Make Do and Mend, tous orientés post-hardcore. Le groupe réédite son premier album, Old Pride, en 2010 au label Topshelf Records.

## Biographie

### Débuts etOld Pride(2006–2010)
Pianos Become the Teeth se forment à la fin de 2006 à Baltimore, dans le Maryland. Leur premier album, l'EP intitulé Saltwater, paraît en 2008 au label Doomed by Dawn Records. Début 2009, Pianos Become The Teeth font paraître un split EP avec Ezra Joyce. Leur chanson Creatures of Habit est plus sombre que leur premier album studio qui suivra par la suite.
Pianos Become the Teeth font paraître leur premier album, Old Pride en 2009 au label Blackjaw Records. Ils signent ensuite avec Topshelf Recordings en octobre 2009, et rééditent leur premier album en 2010 sous formats numérique et CD. La version Topshelf de Old Pride est mieux accueilli par la presse spécialisée. Andrew Kelham de Rock Sound attribue à l'album une note de neuf sur dix, expliquant qu'« avec une attitude pourquoi-n'écrire-qu'une-chanson-alors-qu'on-peut-faire-un-album-épique, les huit chansons de leur seconde réédition est différente, articulée et immersive. » Sur Alternative Press, Brian Shultz attribue à l'album une note de quatre étoiles sur cinq expliquant que le groupe « redéfinit silencieusement leur musique. » Old Pride est vendu sous format vinyle en juin 2010 via Topshelf Records et Mayfly Records.
Pour la promotion de l'album, Pianos Become the Teeth participent à une tournée américaine aux côtés de Touché Amoré et Lemuria. En octobre 2010, Pianos Become The Teeth font paraître un split EP avec The Saddest Landscape au label Just Say No! Records.

### The Lack Long After(2011–2013)
En janvier 2011, Pianos Become the Teeth se lancent dans l'écriture de leur album à venir ; ils décrivent leurs nouvelles chansons comme sombres et plus heavy, et ne prévoient pas d'en faire un « Old Pride part 2 ».  Ils débutent son enregistrement le 1er août 2011 au Developing Nations Studio avec le producteur Kevin Bernsten. Topshelf Records fait paraître le LP The Lack Long After le 1er novembre 2011, accompagné d'une tournée promotionnelle avec Touché Amoré et Seahaven.

### Keep You(depuis 2014)
Pianos Become the Teeth signent avec Epitaph Records en 2014, et font paraître leur troisième album, Keep You, le 28 octobre la même année. L'album produit par Will Yip se différencie de leurs derniers albums, avec un son moins agressif et sans morceaux vocaux criés par Kyle Durfey,. Le groupe fait la promotion de l'album en mettant en ligne leur chanson Repine en août 2014.
Le groupe joue de nouvelles chansons à quelques concerts au début de 2017.

## Style musical
Pianos Become The Teeth sont un groupe important de « The Wave », une nouvelle génération de groupes post-hardcore partageant les mêmes idéologies. D'autres groupes de The Wave incluent La Dispute, Touché Amoré, Defeater et Make Do and Mend,. Musicalement parlant, Pianos Become The Teeth écrivent des chansons inspirées par des premiers groupes screamo comme Envy, City of Caterpillar et Funeral Diner, et de groupes post-rock comme This Will Destroy You. Dans une entrevue avec Staircase Thoughts, le groupe se décrit screamo et non comme un groupe de screamo. Le chanteur Kyle Durfey écrit des paroles de sa vie privée, ses difficultés à grandir ou à définir l'avenir.

## Membres

### Membres actuels
- Kyle Durfey – chant
- Chad McDonald – guitare
- Mike York – guitare
- Zac Sewell – basse
- David Haik – batterie

### Anciens membres
- Josh Regensburg – basse
- Matt Williams – claviers, synthétiseur, chœurs
- Brian Bukszar – batterie
- Matt Gardner – basse
- Jay Kapadia – guitare

## Discographie

### Albums studio
- 2009 : Old Pride
- 2011 : The Lack Long After[15]
- 2014 : Keep You
- 2018 : Wait For Love

### Démos et EP
- 2007 : Démo
- 2008 : Saltwater

### Splits
- 2009 : Pianos Become The Teeth / Ezra Joyce
- 2010 : Pianos Become The Teeth / The Saddest Landscape
- 2013 : Touché Amoré / Pianos Become the Teeth

### Clips vidéo
- 2009 : Houses We Die In
- 2011 : I'll Be Damned
- 2012 : I'll Get By
- 2014 : Repine